# 레오 그릴로
레오 그릴로(Leo Grillo, 1948년 1월 1일 ~ )는 미국의 배우, 영화 프로듀서이다.
로렌스에서 태어났다.

## 영화
- 매직 (2010년) - 브래드 페어몬트 역